# 湾区之光
湾区之光（わんくのひかり、英語: Bay Glory ベイ・グローリー）は中華人民共和国・深圳にある大観覧車である。2021年4月18日開業。

## 概要
「湾区」は「粤港澳大湾区」の意味である。観覧車の高さは128-メートル (420-フート)で、直径は113.3-メートル (372-フート)であった。乗客を乗せる16.8㎡の空間を持つゴンドラが28個あり、それぞれ25人を上限としている。ゴンドラから前海湾と珠江河口の景色が見える。現在、華僑城グループが運営している。

## 交通
- 地下鉄

5号線・臨海駅・B2出口
- ドライブ

宝華南路により、歓楽港湾地下駐車場が入る